# Loeselia ramosissima
Loeselia ramosissima är en blågullsväxtart som först beskrevs av Carl Friedrich Philipp von Martius och Gal., och fick sitt nu gällande namn av Wilhelm Gerhard Walpers. Loeselia ramosissima ingår i släktet Loeselia och familjen blågullsväxter. Inga underarter finns listade i Catalogue of Life.